# Mycetia mukerjiana
Mycetia mukerjiana är en måreväxtart som beskrevs av Debendra Bijoy Deb och Rasa Moy Dutta. Mycetia mukerjiana ingår i släktet Mycetia och familjen måreväxter. Inga underarter finns listade i Catalogue of Life.